# PKP-Baureihe EP08
Die Lokomotiven der Baureihe EP08 der Polnischen Staatsbahnen (PKP) sind Elektrolokomotiven für die Beförderung von Schnellzügen.
Das polnische Streckennetz ermöglicht nur auf wenigen Strecken höhere Geschwindigkeiten als 120 km/h. Um die Möglichkeiten dieser Strecken auszunutzen, wurde 1972 von der seit 1965 bewährten Baureihe EU07 (Typ 4E) eine Variante (Typ 4Ea) mit geändertem Getriebe entwickelt, das Übersetzungsverhältnis beträgt bei der EP08 77 : 24 statt 79 : 18 bei der EU07. Obwohl sich dadurch eine konstruktive Höchstgeschwindigkeit von 160 km/h ergab, wurde sie auf 140 km/h begrenzt. Ansonsten wurden keine Änderungen an der Konstruktion vorgenommen, die Lokomotiven der Baureihe EP08 erhielten jedoch abweichend von denen der Baureihe EU07 einen orangefarbenen Lack, um sie als Schnellfahrlokomotiven auch optisch herauszuheben. Von dieser Bauart wurden von Pafawag in Breslau vier Lokomotiven gebaut und als EP08-002 bis EP08-005 eingereiht.
1973 wurde der Prototyp einer geänderten Bauart 102E mit Wälzlagern statt Gleitlagern fertiggestellt und als EP08-001 übernommen. Die Serienlieferung erfolgte in den Jahren 1975 und 1976 und umfasste zehn Lokomotiven (EP08-006 bis EP08-015). Aufgrund fehlender Mittel für den Import der Wälzlager unterblieb die weitere Beschaffung.
Die vier Lokomotiven mit Gleitlagern EP08-002 bis EP08-005 wurden 1976 und 1977 zu den EU07-241 bis EU07-244 umgebaut. Die restlichen Lokomotiven waren 2004 mit Ausnahme der EP08-014 und EP08-015 noch im Bestand. Sie sind im Bahnbetriebswerk Warschau beheimatet und werden für InterCity- und Express-Züge verwendet. EP08-007 erhielt 2007 die blaue Lackierung von PKP Intercity.

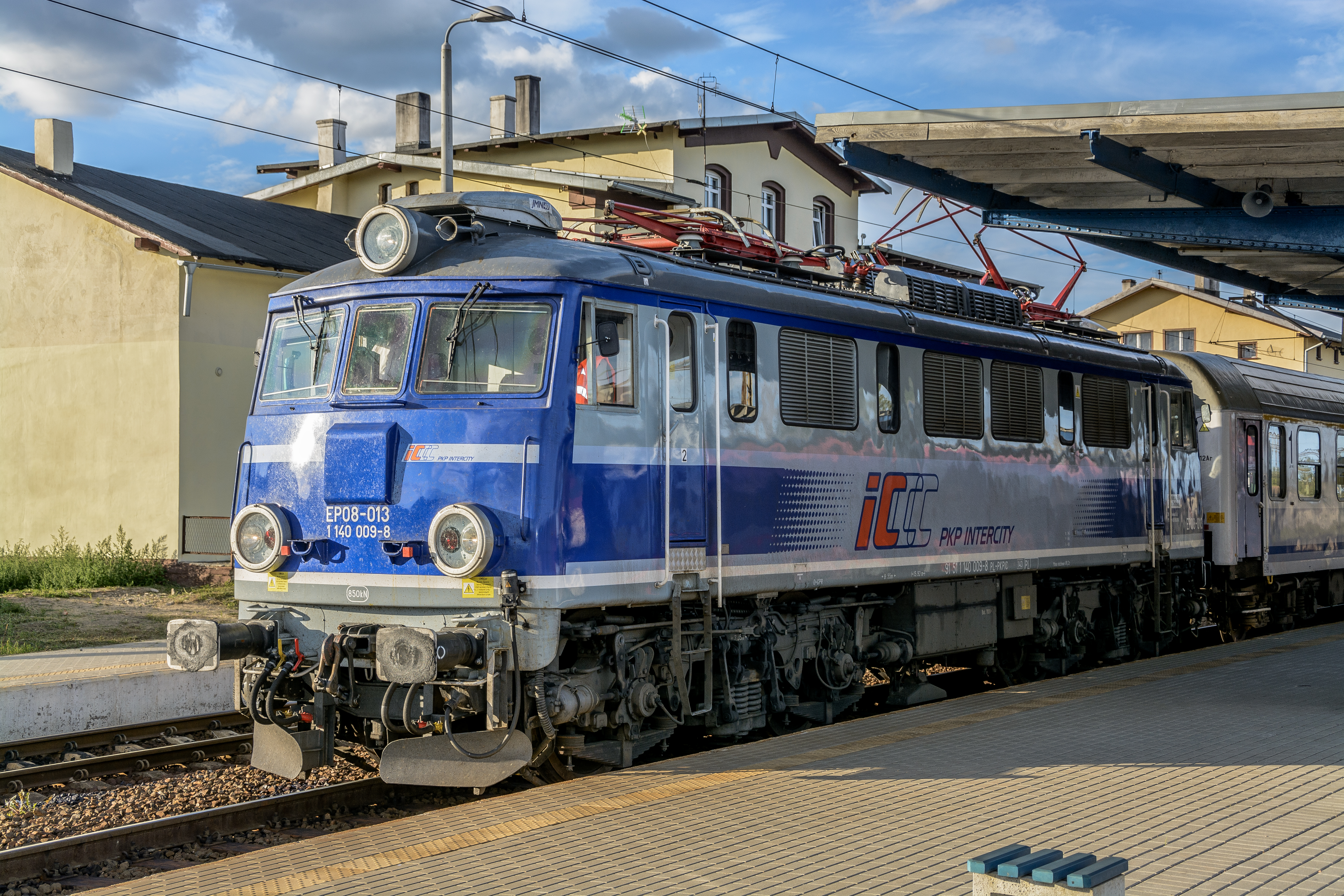
EP08-013, IC Doker, 10. August 2016
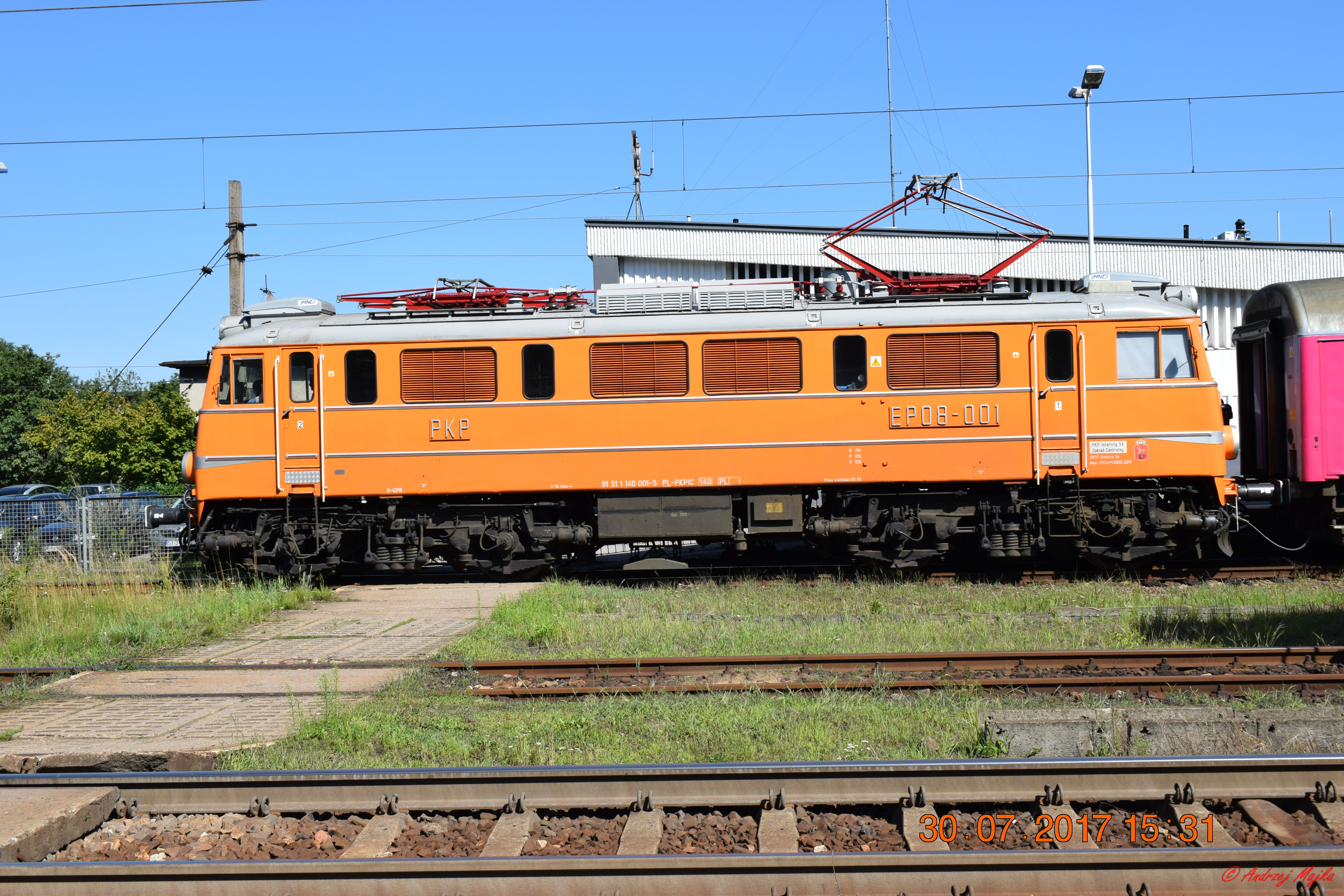
EP08-001 DSC 3516, 30. Juli 2017